# 63068 Мораес
63068 Мораес (63068 Moraes) — астероїд головного поясу, відкритий 23 листопада 2000 року.
Тіссеранів параметр щодо Юпітера — 2,971.